# Roger Yuan
Roger Yuan (født Tzi-Chun Yuan i Kina) er en kinesisk kampkunstner, skuespiller, og stuntman. 
Han er trænet i kickboxing og karate, samt han er medlem af UFAF (Chuck Norris United Fighting Arts Federation), hvor han har et sort bælte i Chuck Norris Chun Kuk Do.
Han er nok mest kendt for sine roller som skurken Lo Fong i Shanghai Noon, Chu i Dødbringende våben 4 og Yun-Fat Chows monke læremester i Bulletproof Monk.
Han har fået meget ros på grund af sine evner, af stuntmand skuespilleren Jackie Chan, der arbejdede sammen med ham i Shanghai Noon.

## Udvalgt Filmografi
- Batman Begins (2005)
- Bulletproof Monk (2003)
- Shanghai Noon (2000)
- Dødbringende våben 4 (1998)
- Red Corner (1997)
- Double Dragon (1994)